# (236785) Hilendàrski
(236785) Hilendàrski est un astéroïde de la ceinture principale.

## Description
(236785) Hilendàrski est un astéroïde de la ceinture principale. Il fut découvert le 15 août 2007 à Plana par Filip Fratev. Il présente une orbite caractérisée par un demi-grand axe de 2,38 UA, une excentricité de 0,15 et une inclinaison de 7,7° par rapport à l'écliptique.
Il est nommé d'après Païssii de Hilendar, homme d'Église et père du réveil national bulgare.

## Compléments